# Wolodymyr Tratschuk
Wolodymyr Boryssowytsch Tratschuk (ukrainisch Володимир Борисович Трачук; * 3. Januar 1985 in Kremenez) ist ein ehemaliger ukrainischer Skisportler, der in der Nordischen Kombination und im Skispringen aktiv war.

## Werdegang

### Nordische Kombination
Tratschuk nahm 2005 an den Nordischen Skiweltmeisterschaften in Oberstdorf teil, wo er als 51. Vorletzter wurde. Er nahm auch an den Olympischen Winterspielen 2006 in Turin teil, wo er als 48., bei beiden Wettbewerben, an denen er teilgenommen hatte, Letzter wurde. Bei der Universiade im Januar 2007 in Pragelato wurde er in der Gundersen-Konkurrenz 9. und im Sprint 7. Am 3. Februar 2007 konnte er sich das erste Mal in Zakopane auf der Wileka Krokiew im Massenstart 40. wurde. Im gleichen Jahr nahm er auch an der Nordischen Skiweltmeisterschaft im japanischen Sapporo teil, wo er 39. und 41. im Sprint und im Gundersen-Wettbewerb wurde. Im März 2007 gewann Tratschuk die ukrainische Meisterschaft im Gundersen-Einzel von der Mittelschanze über 15 Kilometer. Am 7. und 8. Februar 2009 konnte er als 23. und 18. in Seefeld seine ersten Weltcuppunkte in den beiden Gundersen-Wettbewerben holen. 2009 nahm er in Liberec erneut an den Nordischen Skiweltmeisterschaften teil, wo er im Gundersen-Wettkampf von der Jested B und der Jested A 36. und 46. wurde. Tratschuk springt im B-Weltcup und gleichzeitig auch im Weltcup, er ist der beste Kombinierer der Ukraine. Die Saison 2008/2009 schloss Tratschuk mit 21 Weltcuppunkten auf Platz 54 ab.

### Skispringen
Tratschuk startete auf nationaler Ebene im Skispringen, international kam er nur einmal zum Einsatz. Bei den Nordischen Skiweltmeisterschaften 2007 in Sapporo half er im Teamspringen aus. Mit der Mannschaft erreichte er Rang 13.

## Statistik

### Platzierungen bei Olympischen Winterspielen
| Jahr und Ort   | Wettbewerb | Wettbewerb | Wettbewerb |
| Jahr und Ort   | Einzel NS  | Einzel GS  | Team       |
| -------------- | ---------- | ---------- | ---------- |
| 2006 Turin     | 48.        | 48.        | –          |
| 2010 Vancouver | 41.        | 42.        | –          |

### Weltcup-Platzierungen
| Saison  | Platz | Punkte |
| ------- | ----- | ------ |
| 2008/09 | 54.   | 21     |

### Grand-Prix-Platzierungen
| Saison | Platz | Punkte |
| ------ | ----- | ------ |
| 2009   | 42.   | 09     |

## Persönliches
Tratschuk war Student, er spricht ukrainisch und russisch. Hobbys sind Tennis- und Fußballspielen und Rennfahren.